# Haydon Bridge
Haydon Bridge – wieś w Anglii, w hrabstwie Northumberland. Leży 41 km na zachód od miasta Newcastle upon Tyne i 410 km na północ od Londynu. Miejscowość liczy 2000 mieszkańców.